# Stethaulax marmoratus
Stethaulax marmoratus är en insektsart som först beskrevs av Thomas Say 1832.  Stethaulax marmoratus ingår i släktet Stethaulax och familjen sköldskinnbaggar. Inga underarter finns listade i Catalogue of Life.